# Elinor Ostrom

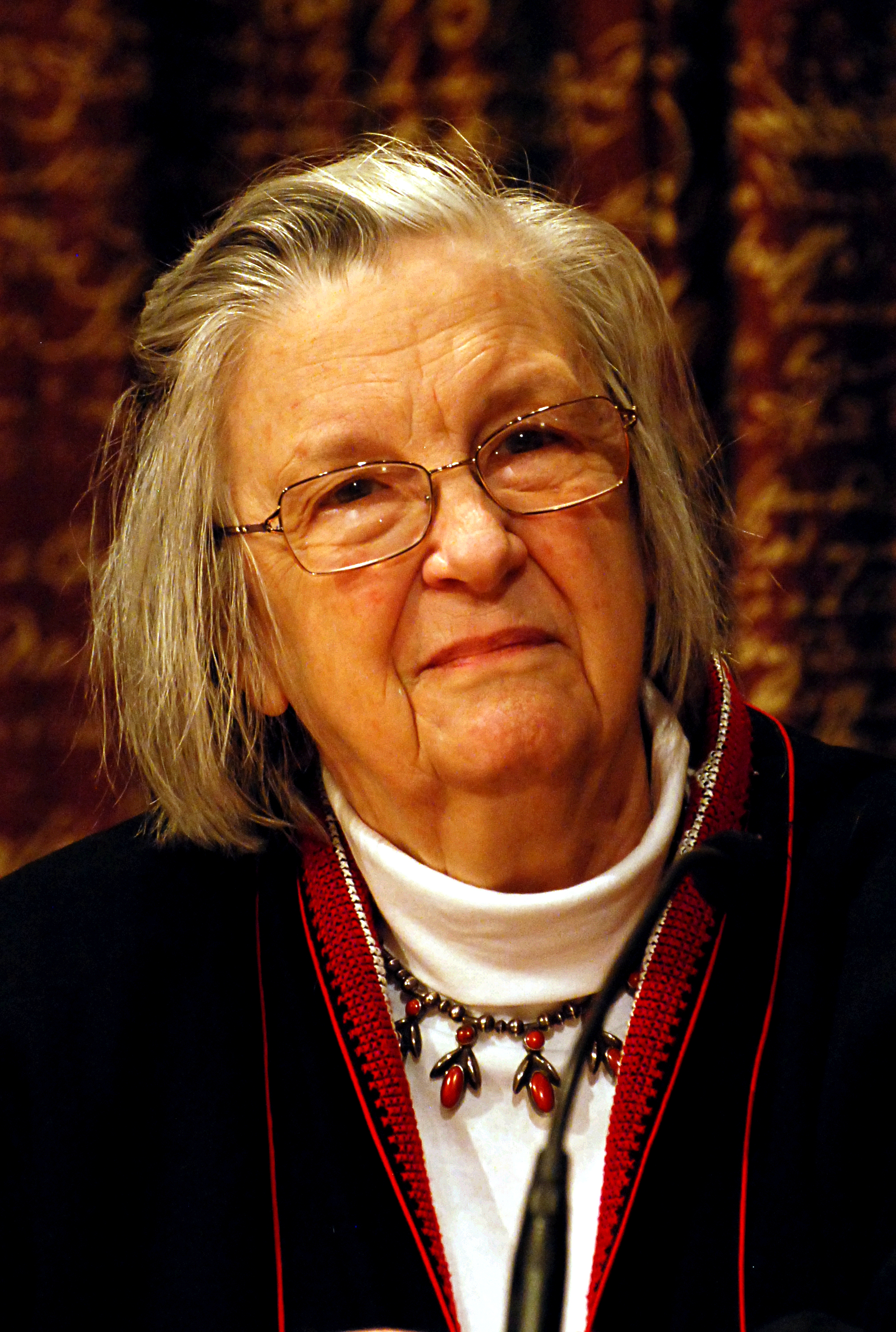
Elinor Ostrom (2009)

Elinor Ostrom (* 7. August 1933 in Los Angeles als Elinor Claire Awan; † 12. Juni 2012 in Bloomington, Indiana) war eine US-amerikanische Professorin für Politikwissenschaft an der Indiana University in Bloomington. Sie zählt mit ihrem Ehemann Vincent Ostrom zu den Begründern der Bloomington School.
2009 wurde ihr als erster Frau der Alfred-Nobel-Gedächtnispreis für Wirtschaftswissenschaften zuerkannt, gemeinsam mit Oliver E. Williamson. Ostrom habe gezeigt, „wie gemeinschaftliches Eigentum von Nutzerorganisationen erfolgreich verwaltet werden kann“, heißt es in der Würdigung der Königlich Schwedischen Akademie der Wissenschaften.

## Werdegang
Elinor Ostrom studierte Politikwissenschaft an der University of California, Los Angeles (UCLA) und schloss nach dem Bachelor of Arts (BA, 1954) und dem Master of Arts (MA, 1962) dort ihre Studien im Jahre 1965 mit dem PhD ab. In ihrer Doktorarbeit Public Entrepreneurship: A Case Study in Ground Water Basin Management analysierte sie Strategien, mittels derer öffentliche Unternehmen das Problem der Salzwasserkontamination des Grundwassers in Los Angeles lösen wollten.
Im Jahre 1973 gründete sie zusammen mit ihrem Mann Vincent Ostrom den Workshop in Political Theory and Policy Analysis an der Indiana University in Bloomington, der weltweit als eines der wichtigsten Zentren für Allmendestudien angesehen wird. 2006 gründete sie das Center for the Study of Institutional Diversity (CSID) an der Arizona State University als Schwesterinstitut des Workshops. Internationale Kooperationen bestehen vor allem mit dem Zentrum für interdisziplinäre Forschung (ZiF) in Bielefeld und der Landwirtschaftlich-Gärtnerischen Fakultät der Humboldt-Universität zu Berlin, Deutschland, sowie mit dem Beijer Institute of Ecological Economics in Stockholm, Schweden.

## Werk
Ostrom war weltweit angesehen als eine führende Forscherin im Bereich der Umweltökonomie. Sie setzte sich mit der Frage auseinander, wie Menschen in und mit Ökosystemen nachhaltig interagieren können. Inhaltlich befasste sie sich u. a. mit der Fischereiwirtschaft, mit Bewässerungssystemen, mit Wald- und Weidewirtschaft, in späteren Arbeiten auch mit Wissen und der Problematik des geistigen Eigentums.
Ostroms Forschung befasste sich mit der Frage, wie sich Menschen organisieren, um gemeinschaftlich komplexe Probleme zu lösen. Sie analysierte, wie institutionelle Regeln sich auf Handlungen von Individuen auswirken, die bestimmten Anreizen ausgesetzt sind, Entscheidungen treffen (müssen), und sich zudem noch gegenseitig beeinflussen, und sie zeigte praktikable, gerechte und effiziente Lösungen für diese Probleme auf.

### Governing the Commons (1990)
International bekannt wurde sie vor allem mit ihrem Buch Governing the Commons: The Evolution of Institutions for Collective Action (1990), in dem sie sich mit Problemen kollektiven Handelns bei knappen natürlichen Ressourcen, die gemeinschaftlich genutzt werden (Allmenden), beschäftigt. Sie kam zu dem Ergebnis, dass für eine angemessene und nachhaltige Bewirtschaftung von lokalen Allmenderessourcen in vielen Fällen eine institutionalisierte lokale Kooperation der Betroffenen sowohl staatlicher Kontrolle als auch Privatisierungen überlegen sei.
In einem institutionenökonomischen Ansatz stellte sie zwei voneinander getrennte Probleme heraus, zum einen die Nutzung und zum anderen die Bereitstellung der Ressourcen betreffend (Aneignungs- und Bereitstellungsproblem). Anhand der Analyse zahlreicher Einzelfälle weltweit, wie zum Beispiel regionaler Bewirtschaftungsformen für Hochgebirgsalmen in der Schweiz und Japan sowie Bewässerungssystemen in Spanien und auf den Philippinen, zeigt sie erfolgreiche und gescheiterte Beispiele für die nachhaltige Bewirtschaftung von lokalen Allmenderessourcen in Selbstorganisation auf. Aufbauend auf dieser empirischen Forschung entwickelte sie die so genannten design principles, die eine erfolgreiche Bewirtschaftung von common pool resources ermöglichen.
In ihrem Hauptwerk Governing the Commons: The Evolution of Institutions for Collective Action sind acht Designprinzipien aufgeführt. Das Buch erschien 1999 in deutscher Sprache mit dem Titel Die Verfassung der Allmende: Jenseits von Markt und Staat. Die acht Designprinzipien wurden einige Jahre später aktualisiert, woran sich die folgende Übertragung orientiert:
1. Grenzen: Es existieren klare und lokal akzeptierte Grenzen zwischen legitimen Nutzern und Nicht-Nutzungsberechtigten. Es existieren klare Grenzen zwischen einem spezifischen Gemeinressourcensystem und einem größeren sozio-ökologischen System.
2. Kongruenz: Die Regeln für die Aneignung und Reproduktion einer Ressource entsprechen den örtlichen und den kulturellen Bedingungen. Aneignungs- und Bereitstellungsregeln sind aufeinander abgestimmt; die Verteilung der Kosten unter den Nutzern ist proportional zur Verteilung des Nutzens.
3. Gemeinschaftliche Entscheidungen: Die meisten Personen, die von einem Ressourcensystem betroffen sind, können an Entscheidungen zur Bestimmung und Änderung der Nutzungsregeln teilnehmen (auch wenn viele diese Möglichkeit nicht wahrnehmen).
4. Monitoring der Nutzer und der Ressource: Es muss ausreichend Kontrolle über Ressourcen geben, um Regelverstößen vorbeugen zu können. Personen, die mit der Überwachung der Ressource und deren Aneignung betraut sind, müssen selbst Nutzer oder den Nutzern rechenschaftspflichtig sein.
5. Abgestufte Sanktionen: Verhängte Sanktionen sollen in einem vernünftigen Verhältnis zum verursachten Problem stehen. Die Bestrafung von Regelverletzungen beginnt auf niedrigem Niveau und verschärft sich, wenn Nutzer eine Regel mehrfach verletzen.
6. Konfliktlösungsmechanismen: Konfliktlösungsmechanismen müssen schnell, günstig und direkt sein. Es gibt lokale Räume für die Lösung von Konflikten zwischen Nutzern sowie zwischen Nutzern und Behörden [z. B. Mediation].
7. Anerkennung: Es ist ein Mindestmaß staatlicher Anerkennung des Rechtes der Nutzer erforderlich, ihre eigenen Regeln zu bestimmen.
8. Eingebettete Institutionen (für große Ressourcensysteme): Wenn eine Gemeinressource eng mit einem großen Ressourcensystem verbunden ist, sind Governance-Strukturen auf mehreren Ebenen miteinander „verschachtelt“ (Polyzentrische Governance).[4]

Des Weiteren wies sie auf die Bedeutung von verschachtelten Institutionen hin: ist eine Gemeinressource eng mit einem umfassenden sozioökologischen System verbunden, dann werden die Regeln auf vielen ineinander verschachtelten Ebenen und nicht hierarchisch organisiert.
Ostrom ist es mit diesem Buch gelungen, die Komplexität befriedigender Lösungen lokaler Ressourcenprobleme und die Unzulänglichkeit einfacher Rezepte zu verdeutlichen. Was ohne Zweifel gezeigt wird, ist, dass es Probleme von Allmenderessourcen gibt, die auch ohne eine Privatisierung dieser Ressourcen und auch ohne eine zentralstaatlich von oben angeordnete Lösung gelöst werden konnten.

## Ehrungen

### Auszeichnungen
- Korrespondierendes Mitglied der British Academy, 2012[6]
- Alfred-Nobel-Gedächtnispreis für Wirtschaftswissenschaften, bekanntgegeben am 12. Oktober 2009, verliehen am 10. Dezember 2009
- Elazar Distinguished Federalism Scholar Award, APSA, Federalism and Intergovernmental Relations Section, 2009
- Reimar Lüst-Preis für internationale Wissenschafts- und Kulturvermittlung der Alexander von Humboldt-Stiftung und der Fritz Thyssen Stiftung
- Jonathan M. Tisch Prize for Civic Engagement Research, Tufts University, Medford, MA, March 5, 2009
- Ehrendoktorwürde, Technisch-Naturwissenschaftliche Universität Norwegens, Trondheim, Norwegen, 2008
- Galbraith Award, American Agricultural Economics Association, 2008
- Ehrendoktorwürde, McGill University, Montreal, 2008
- William H. Riker Prize in Political Science, University of Rochester, 2008
- Fellow, American Academy of Political and Social Science, Philadelphia, 2008
- Beijer Fellow, The Beijer Institute of Ecological Economics, Stockholm, Schweden, 2007
- Ehrendoktorwürde, Humboldt-Universität zu Berlin, 2007
- Ehrendoktorwürde in Erinnerung von Carl Linnaeus, Universität Uppsala, Schweden, 2007
- Cozzarelli Prize, Proceedings of the National Academy of Sciences, 2006
- APSA, Political Economy Section, William Riker Award for Best Book on Political Economy, APSA, Political Economy Section, 2006
- Doctor of Humane Letters, University of Michigan, Ann Arbor, 2006
- Mitglied der American Philosophical Society, gewählt 2006
- James Madison Award, American Political Science Association, 2005
- Sustainability Science Award, Ecological Society of America, 2005
- Ehrendoktorwürde, Technische Universität Luleå, Schweden, 2005
- John J. Carty Award for the Advancement of Science, National Academy of Sciences, 2004
- Lifetime Achievement Award, Atlas Economic Research Foundation, 2003
- Ehrendoktorwürde, Institute of Social Studies, The Hague, 2002
- Fellow, American Association for the Advancement of Science, Elected September 2001
- Berufung in die National Academy of Sciences 2001
- Aaron Wildavsky Enduring Contribution Award for Governing the Commons, APSA, Public Policy Section, 2000
- Johan-Skytte-Preis, Universität Uppsala, 1999
- Ehrendoktorwürde in Wirtschaftswissenschaften, Universität Zürich, 1999
- Thomas R. Dye Service Award for outstanding service to the Policy Studies Organization, 1997
- Frank E. Seidman Distinguished Award in Political Economy, 1997
- Präsidentin der American Political Science Association 1996/97
- Miriam Mills Award for being an outstanding woman in the field of policy studies, Policy Studies Organization, 1996
- Harold and Margaret Sprout Award for excellence in the field of international environmental affairs for Governing the Commons, International Studies Association, 1992
- Fellow, American Academy of Arts and Sciences, 1991
- Donald Campbell Award for an outstanding methodological innovator in public policy studies, Policy Studies Organization, 1986
- 1982–84 Präsidentin der Public Choice Society

### Festschriften
- Peter J. Boettke (Hrsg.): Polycentric political economy. Essays in honor of Elinor and Vincent Ostrom. Elsevier, Amsterdam 2004 (Sonderausgabe des Journal of Economic Behavior & Organization 57).

### Sonstiges
- Das Startup Elinor, ein ehemaliger Anbieter von Gemeinschaftskonten, benannte sich nach Ostrom.[7]
- Der Hörsaal H 0104 der TU-Berlin wurde nach Ostrom benannt.[8]

## Veröffentlichungen
- Beyond Markets and States. Polycentric Governance of Complex Economic Systems. Price Lecture. 8. Dezember 2009. In: Karl Grandin (Hrsg.): Les Prix Nobel. The Nobel Prizes 2009. Nobel Foundation, Stockholm 2010. S. 408–444.
  - Dt.: Jenseits von Markt und Staat. Über das Potential des gemeinsamen Handelns. Nobelpreisrede. Übersetzung durch Silke Helfrich und Johannes Euler. Mit Nachworten von Johannes Euler, Insa Theesfeld und Jaques Paysan. Reclam, Ditzingen 2022. ISBN 978-3-15-014179-3.
- Was mehr wird, wenn wir teilen. Vom gesellschaftlichen Wert der Gemeingüter. Mit Silke Helfrich (Hrsg.), Oekom Verlag, München 2011. ISBN 978-3-86581-251-3.
- Gemeingütermanagement – eine Perspektive für bürgerschaftliches Engagement [Governing a Commons from a Citizen’s Perspective]. In: Silke Helfrich/Heinrich-Böll-Stiftung (Hrsg.): Wem gehört die Welt? Zur Wiederentdeckung der Gemeingüter , S. 218–228, Oekom Verlag, München 2009. ISBN 978-3-86581-133-2.
- Understanding Knowledge as a Commons. From Theory to Practice. Mit Charlotte Hess (Hrsg.), The MIT Press, Cambridge, Massachusetts 2007, ISBN 0-262-08357-4.
- Trust and Reciprocity. Interdisciplinary Lessons for Experimental Research. (Elinor Ostrom und James Walker (Hrsg.): Russell Sage Foundation Series on Trust, Band 6). Russell Sage Foundation, New York 2003, ISBN 0-87154-647-7.
- A Grammar of Institutions. Mit Sue E. S. Crawford, in: Elinor Ostrom (Hrsg.): Understanding Institutional Diversity. Princeton University Press, Princeton, NJ 2005, S. 137–174. Originally published in: American Political Science Review. Band 89, Nr. 3, September 1995, S. 582–600. Reprinted in: Michael McGinnis (Hrsg.): Polycentric Games and Institutions. Readings from the Workshop in Political Theory and Policy Analysis. University of Michigan Press, Ann Arbor 2000, S. 114–155, ISBN 0-472-06714-1.
- Rules, Games, and Common-Pool Resources. Mit James Walker und R. Gardner, Michigan University Press, Ann Arbor 1994. ISBN 0-472-06546-7.
- Institutional Incentives and Sustainable Development. Infrastructure Policies in Perspective. Mit Larry Schroeder und Susan Wynne, Westview Press, Boulder 1993, ISBN 0-8133-1619-7.
- Crafting Institutions for Self-Governing Irrigation Systems. ICS Press, San Francisco 1992, ISBN 1-55815-168-0.
- Governing the Commons: The Evolution of Institutions for Collective Action . Cambridge University Press, Cambridge 1990, ISBN 0-521-40599-8.
  - Dt.: Die Verfassung der Allmende: jenseits von Staat und Markt. Mohr, Tübingen 1999, ISBN 3-16-146916-X.
- An Agenda for the Study of Institutions. In: Public Choice. Band 48, Nr. 1, Januar 1986, S. 3–25. Reprinted in: Claude Menard (Hrsg.): The Foundations of the New Institutional Economics. Band 1, Edward Elgar, Cheltenham, UK 2004, S. 429–451. Reprinted in: Michael McGinnis (Hrsg.): Polycentric Games and Institutions. Readings from the Workshop in Political Theory and Policy Analysis. University of Michigan Press, Ann Arbor 2000, S. 89–113, ISBN 0-472-06714-1.
- Handeln statt Warten: Ein mehrstufiger Ansatz zur Bewältigung des Klimaproblems In: Leviathan – Berliner Zeitschrift für Sozialwissenschaft 39/2011, S. 267–278, doi:10.1007/s11578-011-0114-1.
- Understanding Institutional Diversity. Princeton University Press, Princeton, New Jersey 2005, ISBN 0-691-12207-5.